# Ligusticum verticillatum
Ligusticum verticillatum är en flockblommig växtart som först beskrevs av William Jackson Hooker, och fick sitt nu gällande namn av John Merle Coulter och Joseph Nelson Rose. Ligusticum verticillatum ingår i släktet strandlokor, och familjen flockblommiga växter. Inga underarter finns listade i Catalogue of Life.